# باشگاه فوتبال سنت هلنز تاون
باشگاه فوتبال سنت هلنز تاون (به انگلیسی: St. Helens Town Association Football Club) یک باشگاه فوتبال در شهر سنت هلنز، مرزیساید، کشور انگلستان است که در سال ۱۹۰۳ میلادی تأسیس شده‌است.